# Puttur
Puttur (en canarés: ಪುತ್ತೂರು ) es una ciudad de la India en el distrito de Dakshina Kannada, estado de Karnataka.

## Geografía
Se encuentra a una altitud de 99 m s. n. m. a 314 km de la capital estatal, Bangalore, en la zona horaria UTC +5:30.

## Demografía
Según estimación 2011 contaba con una población de 64 187 habitantes.